# Kraśnik (stacja kolejowa)
Kraśnik – stacja kolejowa w mieście Kraśnik, w województwie lubelskim, w Polsce. Jedna z dwóch stacji (obok Zaklikowa) pomiędzy Lublinem Głównym a Stalową Wolą Rozwadów, na której zatrzymują się pociągi pospieszne.

## Ruch pasażerski
| Rok  | Wymiana pasażerska na dobę |
| ---- | -------------------------- |
| 2017 | 150-199                    |
| 2022 | 200-299                    |

Stacja od marca i kwietnia 2018 do końca marca 2019 roku przeszła przebudowę i elektryfikację. Wybudowano nowy peron wyspowy pomiędzy torami nr 1 i 3, całkowicie wymieniono nawierzchnię wszystkich czterech torów głównych (jednego zasadniczego oraz trzech dodatkowych), pozostawiono kilka torów bocznych, w tym bocznicę do pobliskiego skupu złomu do magazynu oraz dawnej Jednostki Wojskowej, zaś bocznicę do dawnego tartaku przekształcono w tor odstawczy, zlikwidowano natomiast zbędne i nieużywane tory boczne. Nowy tor nr 3 powstał w miejscu dawnego toru nr 5. Sterowanie ruchem na stacji przeniesiono do LCS Szastarka. W późniejszym czasie obie nastawnie (dysponującą "K" od strony Wilkołazu oraz wykonawczą "K1" od strony Szastarki), które wcześniej posiadały urządzenia mechaniczne scentralizowane z sygnalizacją świetlną wyburzono.
Podczas remontu stacja Kraśnik była stacją początkową i końcową dla pociągów z/do Stalowej Woli i Rzeszowa, tutaj następowała przesiadka na autobus do Zemborzyc od marca do września 2018, zaś od września 2018 do końca marca 2019 kończyły bieg pociągi z Lublina, a do Zaklikowa kursowała komunikacja zastępcza, po czym przywrócono ruch pociągów do Zaklikowa.
Na skwerze przed budynkiem dworca w 1971 roku wzniesiono pomnik "w hołdzie pomordowanym i poległym kolejarzom linii Lublin-Rozwadów w walce w faszyzmem hitlerowskim".

## Linie kolejowe
Linie kolejowe krzyżujące się w Kraśniku biegną w kierunku:
1) Lublina:
| Stacja  | Następny przystanek                   | Odległość |
| ------- | ------------------------------------- | --------- |
| Kraśnik | Pułankowice                           | 5 km      |
|         | Wilkołaz                              | 9 km      |
|         | Wilkołaz Wieś                         | 11 km     |
|         | Leśniczówka (stacja zlikwidowana)     | 16 km     |
|         | Niedrzwica Kościelna                  | 21 km     |
|         | Niedrzwica                            | 24 km     |
|         | Majdan (mijanka zlikwidowana)         | 29 km     |
|         | Krężnica Jara                         | 33 km     |
|         | Lublin Zemborzyce                     | 36 km     |
|         | Lublin Zalew (przystanek nieczynny)   |           |
|         | P. odg. Lublin Wrotków (zlikwidowany) |           |
|         | P. odg. Lublin Most (zlikwidowany)    |           |
|         | Lublin Główny                         | 44 km     |

2) Przeworska:
| Stacja  | Następny przystanek                     | Odległość |
| ------- | --------------------------------------- | --------- |
| Kraśnik | Sulów                                   | 5 km      |
|         | Por (mijanka zlikwidowana)              | 7 km      |
|         | Szastarka                               | 11 km     |
|         | Polichna Kraśnicka                      | 16 km     |
|         | Rzeczyca Kolonia (mijanka zlikwidowana) | 20 km     |
|         | Rzeczyca                                | 25 km     |
|         | Potok Kraśnicki (mijanka zlikwidowana)  | 30 km     |
|         | Zaklików                                | 35 km     |
|         | Gielnia (mijanka zlikwidowana)          | 40 km     |
|         | Lipa                                    | 47 km     |
|         | Kępa (stacja zlikwidowana)              | 51 km     |
|         | Pilchów                                 | 55 km     |
|         | P.odg. Charzewice                       | 56 km     |
|         | Stalowa Wola Rozwadów                   | 58 km     |

3) Kraśnika Fabrycznego:
| Stacja  | Następny przystanek | Odległość |
| ------- | ------------------- | --------- |
| Kraśnik | Kraśnik Fabryczny   | 6 km      |

## Galeria

Stacja kolejowa w Kraśniku
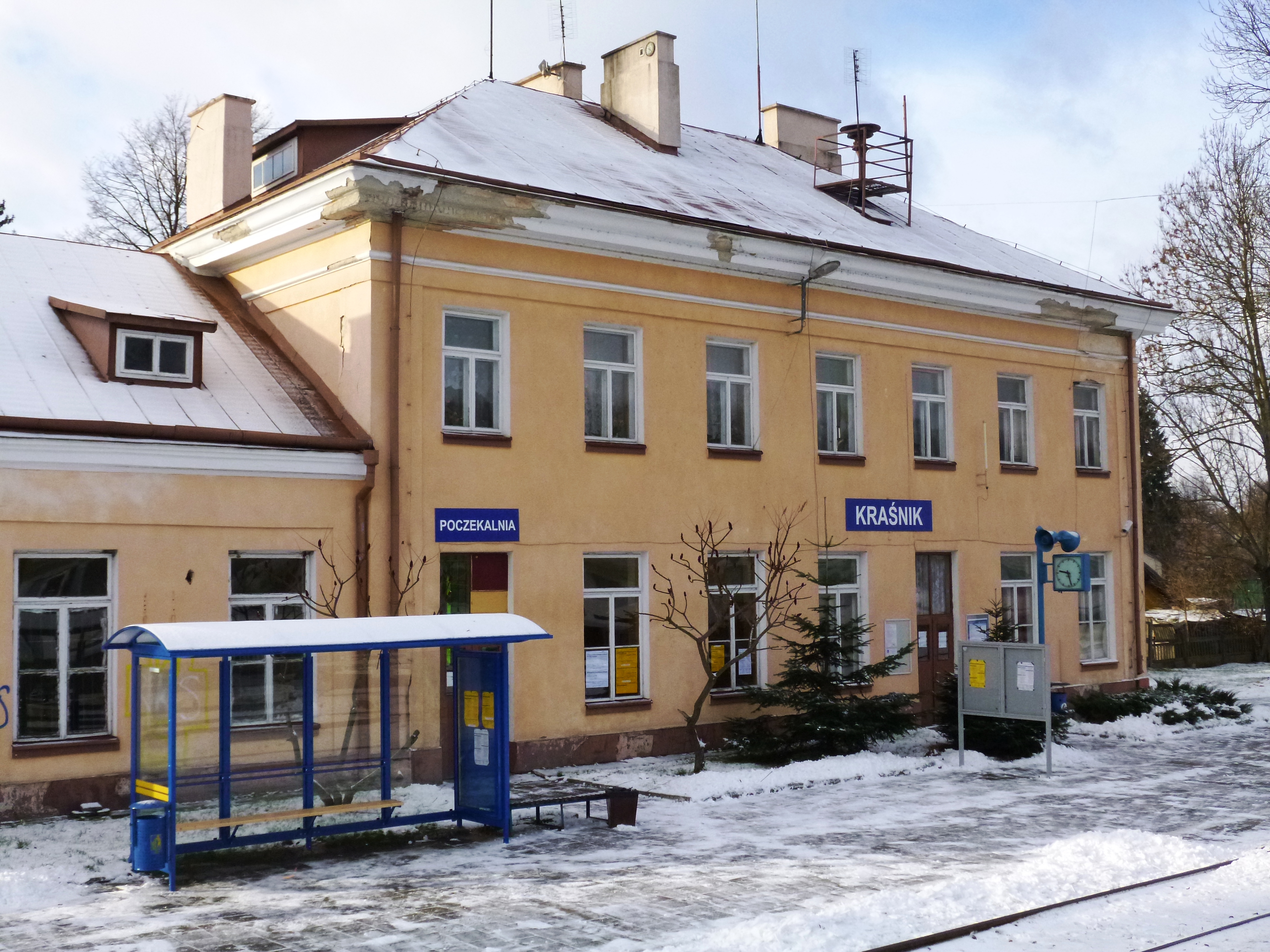
Dworzec zimą od strony peronu
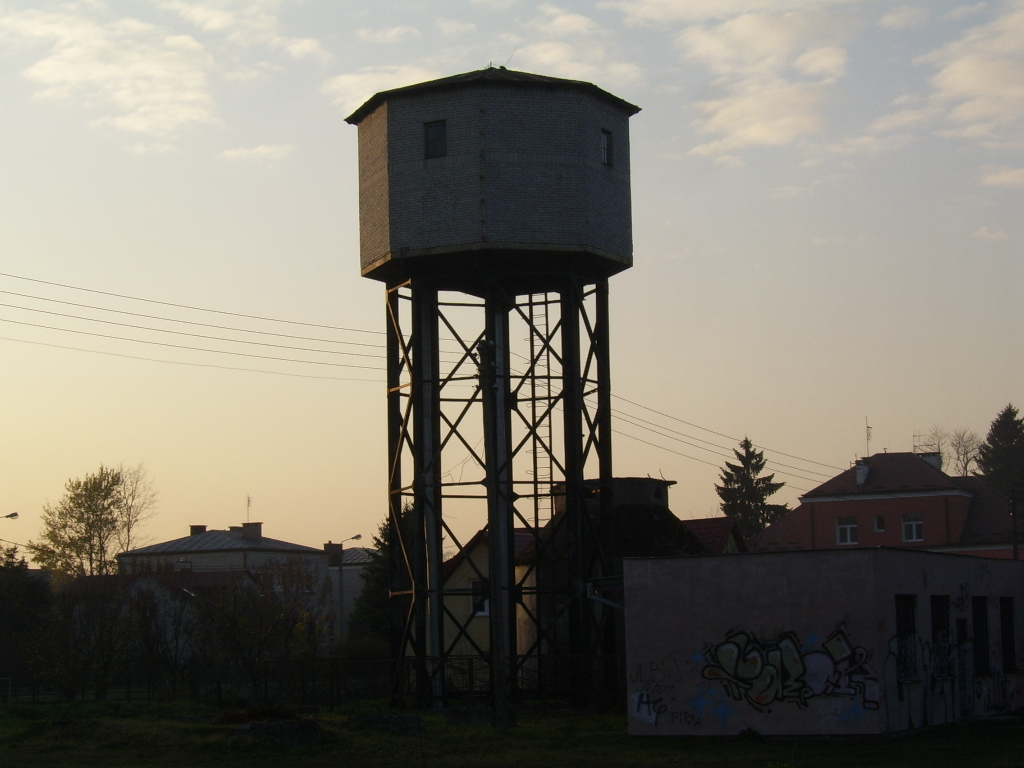
Wieża ciśnień
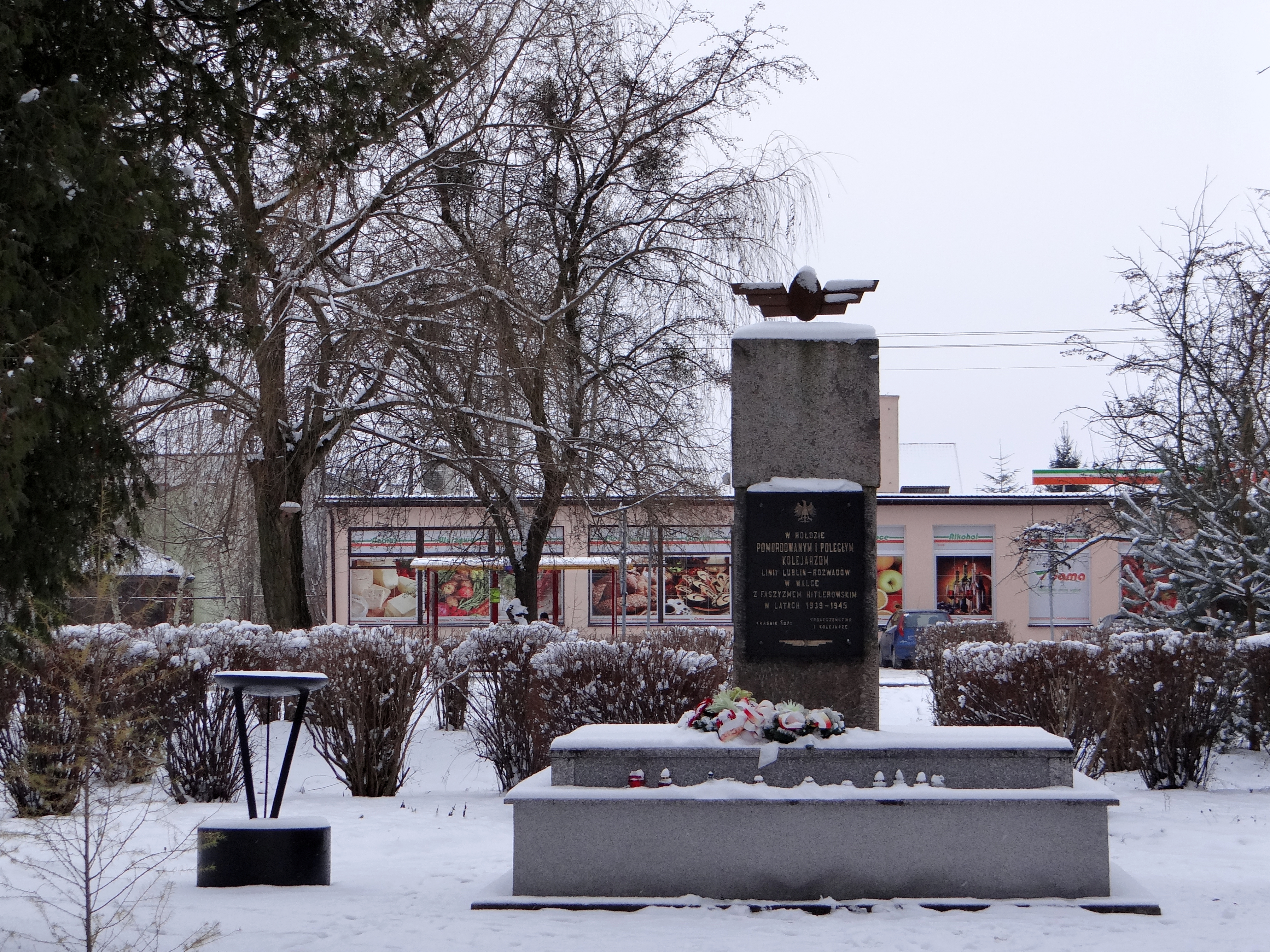
Pomnik kolejarzy pomordowanych przez niemieckich nazistów w czasie II wojny światowej.